# Apanthuroides fijiensis
Apanthuroides fijiensis är en kräftdjursart som först beskrevs av Brian Frederick Kensley 1979.  Apanthuroides fijiensis ingår i släktet Apanthuroides och familjen Anthuridae. Inga underarter finns listade i Catalogue of Life.